# Monóxido de germanio

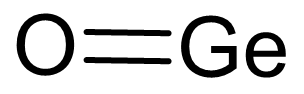
Estructura química del monóxido de germanio.

Monóxido de Germanio, GeO, es un compuesto químico de germanio y oxígeno. Éste puede ser preparado como un sublimado amarillo a 1000 °C reaccionando GeO2 con Germanio en forma metálica. El sublimado amarillo se torna café al calentarse a 650 °C. GeO no está correctamente caracterizado. Este es anfótico disolviéndose en ácidos para formar sales de germanio(II) y en alcalino para formar trihidroxogermanatos conteniendo Ge(OH)3− ion.

## Química
El óxido de germanio se descompone en Ge y GeO2.